# Charlotte Riley
Charlotte Riley (* 29. prosinec 1981 Grindon, Stockton-on-Tees, Hrabství Durham, Spojené království) je anglická herečka. Nejvíce se proslavila rolemi ve filmech Lekce neslušného chování, Emily Brontëová: Bouřlivé výšiny a V srdci moře.

## Životopis
Charlotte se narodila v Grindonu, Stockton-on-Tees, Anglie. Pochází z Hrabství Durham a navštěvovala Teesside High School od 9 do 18 let.. Mezi lety 2000 a 2003 navštěvovala St Cuthbert's, Univerzitu v Durhamu, kde hrála v řadě divadelních her a muzikálů. Na univerzitě absolvovala s titulem v angličtině a lingvistice. Také navštěvovala Londýnskou akademii hudby a dramatického umění během let 2005 a 2007.

## Kariéra
V roce 2004 vyhrála cenu novinového plátku Sunday Times za dílo Shaking Cecilia, které napsala společně s Tiffany Wood. Objevila se ve filmu Na hraně zítřka, v hlavní roli s Tomem Cruisem a Emily Bluntovou. V produkci hry The Priory si zahrála v divadle Royal Court Theatre. Zahrála si v pokračování filmu Pád Bílého domu Pád Londýna , kde ztvárnila roli MI6 agentky Jacqueline Marshall. V krátkém seriálu Jonathan Strange & Mr Norrell hrála Arabellu Strangeovou. V roce 2015 získala nominaci na cenu Teen Choice Award za roli ve filmu V srdci moře.

## Osobní život
V roce 2010 se zasnoubila s anglickým hercem Tomem Hardym. Společně hráli ve filmu Emily Brontëová: Bouřlivé výšiny a v seriálech Úlovek a Gangy z Birminghamu. Pár se vzal v červenci 2014. V říjnu 2015 se jim narodilo první dítě.

## Filmografie
| Rok       | Název                                    | Role                                | Poznámky                                                               |
| --------- | ---------------------------------------- | ----------------------------------- | ---------------------------------------------------------------------- |
| 2007      | Grownups                                 | Chloe                               | Epizoda: "Send"                                                        |
| 2007      | Holby City                               | Tanya Cusan                         | Epizoda: "Someone to Watch Over Me"                                    |
| 2008      | Survey No. 257                           | Emma                                | Krátký film                                                            |
| 2008      | Inspector George Gently: The Burning Man | Carmel O'Shaughnessy                | Epizoda: "The Burning Man"                                             |
| 2008      | Lekce neslušného chování                 | Sarah Hurst                         |                                                                        |
| 2009      | Emily Brontëová: Bouřlivé výšiny         | Catherine Earnshaw                  | TV film                                                                |
| 2009      | Úlovek                                   | Maggie Summers                      | 4 epizody                                                              |
| 2009      | Španělská chřipka: Zapomenutí padlí      | Peggy Lytton                        | TV film                                                                |
| 2009      | Slečna Marplová: Rozbité zrcadlo         | Margot Bence                        | TV film                                                                |
| 2010      | Foylova válka                            | Mandy Dean                          | Epizoda: "Killing Time"                                                |
| 2010–2011 | Inspektor Banks                          | Lucy Payne                          | 3 epizody                                                              |
| 2012      | The Town                                 | Alice                               | 3 epizody                                                              |
| 2012      | Na věky věků                             | Caris                               | 8 epizod nominace —Cena Saturn v kategorii Nejlepší televizní herečka  |
| 2012      | Entity                                   | Kate Hansen                         |                                                                        |
| 2014      | Na hraně zítřka                          | Nance                               |                                                                        |
| 2014      | Peaky Blinders - Gangy z Birminghamu     | May Carleton                        | 2. série                                                               |
| 2014      | V srdci moře                             | Peggy Gardner Chase                 | nominace - Teen Choice Award v kategorii Nejlepší herečka: akční film. |
| 2015      | Jonathan Strange & Mr Norrell            | Arabella                            |                                                                        |
| 2016      | Pád Londýna                              | MI6 Agent Jacqueline "Jax" Marshall |                                                                        |
| 2016      | Nepříteli nablízku                       | Rachel Lombard                      | minisérie                                                              |
| 2016      | Dark Heart                               | Juliette Wagstaffe                  | minisérie                                                              |
| 2017      | King Charles III                         | Kate                                | TV film                                                                |
| 2018      | Swimming with Men                        | trenérka plavání                    |                                                                        |
| 2018      | Press                                    | Holly Evans                         | minisérie                                                              |
| 2018      | Tisk                                     | Juliette                            | minisérie                                                              |
| 2018      | Trust                                    | Robina Lund                         | minisérie                                                              |

## Ocenění a nominace
| Rok  | Ocenění                      | Kategorie                    | Práce           | Výsledek |
| ---- | ---------------------------- | ---------------------------- | --------------- | -------- |
| 2013 | Cena Saturn                  | nejlepší televizní herečka   | Na hraně zítřka | nominace |
| 2013 | British Horror Film Festival | nejlepší herečka             | Entity          | nominace |
| 2016 | Teen Choice Awards           | nejlepší herečka: akční film | V srdci moře    | nominace |